# Mieczysław Szaleski
Mieczysław Szaleski   (Żołynia, 3 de desembre de 1891 (Julià) - Varsòvia, 16 d'abril de 1958) va ser un violista i professor de música polonès.

## Biografia
Es va graduar al Conservatori de Cracòvia i també va estudiar a Brussel·les. En el període d'entreguerres, va actuar a la Ràdio Polonesa, on va ser solista a la secció de viola de l'orquestra simfònica de la ràdio. Juntament amb Irena Dubiska, Tadeusz Ochlewski i Zofia Adamska, va ser membre del Quartet Polonès. També va pertànyer al Quartet de "Corda Karol Szymanowski", fundat a Łódź el 1945. Va impartir classes a l'Escola Superior Estatal de Música de Varsòvia.
Va ser guardonat amb la Creu d'Or al Mèrit i l'Orde letó de les Tres Estrelles.